# James LuValle
James Ellis « Jimmy » LuValle (né le 10 novembre 1912 à San Antonio et mort le 30 janvier 1993 à Te Anau en Nouvelle-Zélande) est un athlète américain spécialiste du 400 mètres. Concourant pour l'UCLA Bruins, il mesure 1,85 m pour 73 kg.

## Biographie

### Palmarès
| Date | Compétition           | Lieu   | Résultat | Performance |
| ---- | --------------------- | ------ | -------- | ----------- |
| 1936 | Jeux olympiques d'été | Berlin | 3e       | 46 s 8      |

### Records
| Épreuve    | Performance | Lieu        | Date         |
| ---------- | ----------- | ----------- | ------------ |
| 200 mètres | 21 s 2      | Los Angeles | 3 mai 1934   |
| 400 mètres | 46 s 3      | Los Angeles | 27 juin 1936 |